# Station Tychowo
Station Tychowo is een spoorwegstation in de Poolse plaats Tychowo.